# Eva Gabor
Eva Gabor (Budapest, República Popular de Hungría, 11 de febrero de 1919-Los Ángeles, 4 de julio de 1995) fue una actriz húngara-estadounidense conocida por su papel en la serie cómica de televisión Green Acres (1965-1971) como "Lisa Douglas". También fue la voz en inglés de "Duquesa" en la película animada de Walt Disney Los Aristogatos (1970) y "Miss Bianca" en las películas The Rescuers (1977) y The Rescuers Down Under (1990), también de la factoría Disney. Gabor también logró cierto éxito en Hollywood, Broadway y en la televisión. También fue una destacada empresaria, dueña de varias marcas que distribuían productos de belleza, ropa y maquillaje. Fue la hermana menor de las también actrices y personalidades sociales Zsa Zsa y Magda Gabor.

## Biografía

### Primeros años y carrera
Nació en Budapest, Hungría hija de padres húngaros. Eva Gabor era la menor de las tres hijas de Vilmor Gabor (1884-1962), un soldado y su esposa Jolie (1896-1997), una joyera. Fue la primera de las hermanas en emigrar a los Estados Unidos, con su primer marido, un osteópata sueco, el Dr. Eric V. Drimmer, en 1939, poco después de que se casaran en Londres. Su primer papel en el cine fue en los Estados Unidos como actriz de la Paramount Pictures.
Durante la década de 1950, apareció en varias películas de clasificación "A", entre ellos La última vez que vi París, protagonizada por Elizabeth Taylor y Artistas y modelos, que contó con Dean Martin y Jerry Lewis. En 1953, se le dio su propio programa de televisión, The Eva Gabor Show, que se emitió durante una temporada (1953-1954). A través del resto de la década de 1950 y comienzos de 1960, apareció en cine y televisión. Apareció en un episodio de la serie de misterio Justice, y estaba en el programa de juegos ¿Cuál es mi línea? como el "retador misterio". Sus apariciones en el cine durante esta era incluyeron una nueva versión de My Man Godfrey, Gigi y Comenzó con un beso.
En un artículo de 2007 en la revista Vanity Fair, Gabor fue llamada, "Un artista juego con una sensualidad sana, incluso alegre que puede socavar la sofisticación continental que supuestamente era su tarjeta de llamada que puede venir a través como Sally Field hacer una impresión del partido de Marlene Dietrich. Usted puede ver el esfuerzo. Probablemente estuvo en su mejor momento en la televisión con Green Acres, interpretando a un cruce entre Gracie Allen y ella misma.

## Matrimonios
Al igual que sus hermanas, Eva Gabor fue conocida por su cadena de cinco matrimonios:
1. Eric Drimmer (1939-1942), divorciados, osteópata.
2. Charles Isaacs (27 de septiembre de 1943 a 2 de abril de 1949), divorciados, agente de bienes raíces
3. John Williams (8 de abril de 1956 a 20 de marzo de 1957), divorciados, cirujano plástico
4. Richard Brown (4 de octubre de 1959 a 1972), divorciados.
5. Frank Gard Jameson (21 de septiembre de 1973 a 1983), divorciados.

No tuvo hijos.

## Muerte
Eva Gabor murió en Los Ángeles el 4 de julio de 1995, a los 76 años, debido a insuficiencia respiratoria y una neumonía, tras un accidente en el que perdió el equilibrio y cayó en su bañera en México, donde había estado de vacaciones.
Aunque era la más joven de las tres hermanas, fue la primera en fallecer. El 1 de abril de 1997, falleció su madre Jolie, de 100 años de edad, sin saber de la muerte de su hija Eva. El 6 de junio de 1997 falleció su hermana mayor Magda, por insuficiencia renal. Su única sobrina Francesca Hilton, hija de su hermana Zsa Zsa Gabor, falleció el 5 de enero de 2015. Zsa Zsa, la última sobreviviente de las tres hermanas Gabor, falleció el 18 de diciembre de 2016 a los 99 años.

## Filmografía

### Cine
- 1941: Forced landing
- 1941: New York Town
- 1941: Pacific blackout
- 1942: Star spangled rhythm
- 1945: A royal scandal
- 1946: The wife of Monte Cristo
- 1950: A radios life
- 1952: Love island
- 1953: Paris model
- 1954: Captain Kidd and the slave girl
- 1954: The Mad Magician
- 1954: The Last Time I Saw Paris
- 1955: Artists and Models
- 1957: My man Godfrey
- 1957: The truth about women
- 1957: Don't go near the water
- 1958: Gigi
- 1959: It started with a kiss
- 1963: A new kind of love
- 1964: Youngblood Hawke
- 1970: Los Aristogatos (voz)
- 1977: Bernardo y Bianca (voz)
- 1979: Nutcracker fantasy (voz)
- 1987: The Jetsons meet the Flintstones (voz)
- 1987: The Princess Academy
- 1990: Bernardo y Bianca en Cangurolandia (voz)
- 1991: The People vs. Zsa Zsa Gabor (documental)

### Teatro
- 1950-1951: The happy time, en Plymouth, como Mignonette.
- 1956-1956: Little glass clock, en John Golden, como Gabrielle.
- 1958-1958: Present laughter, en Belasco, como Joanna Lyppiatt.
- 1963-1963: Tovarich, en Broadway, Majestic y Winter Garden, como Tatiana.
- 1983-1984: You can’t take it with you, en Plymouth y Royale, como Olga.

### Televisión
- 1951: Tales of Tomorrow en el episodio "The Invader"
- 1953-1954: The Eva Gabor Show
- 194-1955: Justice (2 episodios: "The blackmailer" y "The intruder")
- 1957-11-17: What's My Line? (episodio 389, temporada 9, episodio 12) invitada misteriosa[1]
- 1959: Five fingers en episodio «Station Break»
- 1960-1961: Harrigan and son, dos veces como Lillian Lovely
- 1963: Mickey and the contessa (piloto que no se vendió)
- 1965-1971: Green acres
- 1968: Here's Lucy, temporada 1, episodio 7, como Eva VonGronyitz
- 1969: Wake me when the war is over
- 1973-1982: Match game (panelista en varios episodios)
- 1978: Almost Heaven
- 1981: Tales of the Klondike (miniserie)
- 1983: The edge of night (miembro del elenco en 1983)
- 1986: Bridges to Cross (cancelado después de tres meses)
- 1990: Return to Green Acres
- 1993: The legend of the Beverly Hillbillies